# Pritanej
Pritanej (starogrško Πρυτανεῖον) je bil sedež pritanejcev (članov izvršne oblasti) in tako sedež vlade v starodavni Grčiji. Izraz se uporablja za upravno poslopje, v katerem so se sestajali uradniki (običajno se nanašajo na vlado polisov), vendar se izraz uporablja tudi za zgradbo, v kateri so se uradniki in zmagovalci olimpijskih iger srečevali v Olimpiji. Pritanej je običajno stal v središču mesta, v agori. V stavbi je gorel ogenj Hestije, boginje ognjišča in simbol življenja mesta.

## Tolos, Atene
37°58′29″N 23°43′19″E / 37.974853°N 23.721927°E 
Na jugozahodni strani agore v Atenah in bulevteriju je stal tolos, okrogel tempelj (thoolos je grška beseda za "kupolo", kadar se uporablja v arhitekturnem smislu) s premerom 18 metrov. Bil je sedež atenskih pritanejcev in tako bil njihov pritanej. Ta okrogla struktura je arheologom omogočila, da so prepoznali poškodovane zgradbe, ki so jo obkrožale.  Namenjen je bil za vse, jedilnico,  spalne prostore za nekatere uradnike.  Ta nastanitev je bila potrebna, saj je morala biti po  Klejstenovih reformah tretjina senata ves čas prisotna. Zgradil ga je Kimon okoli leta 470 pr. n. št. in se je uporabljal kot jedilnica za bule (člane senata). 

## Pritanej, Olimpija
V Olimpiji so v pritaneju  živeli duhovniki in sodniki. Visoki duhovniki so živeli v teokoleonu.  Stoji na severozahodu Herinega templja in so ga zmagovalci iger uporabili za praznovanje in pojedine.  V njem je bil tudi oltar boginje Hestije, v katerem je gorel izviren olimpijski ogenj.